# George W. M. Kamba
George W. M. Kamba (* 24. September 1927; † 29. Juni 1972 in Kampala) war ein ugandischer Politiker und Diplomat.

## Leben
George W. M. Kamba studierte Bauingenieurwesen und übte diesen Beruf von 1949 bis 1958 als Beamter in Kampala aus. 1958 wurde er für den Uganda National Congress in das Parlament von Uganda gewählt. 1963 wurde er zum Generalsekretär der Bukedi District Administration (heute Distrikt Kapchorwa) ernannt.
Vom 7. Oktober 1964 bis 1968 war er Hochkommissar in Neu-Delhi. Von 1969 bis 1972 war er Botschafter in Bonn.
1972 berief ihn Idi Amin in den Aufsichtsrat des East African Posts and Telecommunications Board. Am 29. Juni 1972 wurde er von Mitarbeitern des State Research Bureau (SRB) aus dem Foyer eines Hotels entführt und verschwand.